# Fortum
Fortum é uma empresa finlandesa de energia elétrica, que concentra suas atividades nos países nórdicos e bálticos, Polónia, Índia e no noroeste da Rússia, a Fortum é a maior empresa de energia elétrica da Finlândia e da região dos Países Nórdicos.
A Fortum foi fundada em 1998 após fusão da Imatran Voima com a Neste Oy.
Em fevereiro de 2007 comprou uma participação de 26,66% na empresa de energia elétrica russa TGC-1.
Em dezembro de 2013 anunciou a venda de toda sua rede de energia elétrica na Finlândia para uma holding chamada Suomi Power Networks por 2,55 bilhões de euros, essa venda venda de ativos foi necessária devido a empresa estar entrando em um processo de desinvestimento em diversas áreas.
A Fortum fornece energia elétrica para 1,6 milhão de pessoas nos países nórdicos e tem uma boa capacidade de produção em vários outros países, como na Rússia e de onde veio 9% de seu faturamento em 2009.

## Operações
A empresa opera em geração de energia por hidrelétricas, nuclear, produção de Calor e pequena participação em energia solar:
Hidrelétrica: A Fortum é proprietária ou co-proprietária de 160 usinas hidrelétricas no (sendo 33 na Finlândia e 127 na Suécia) e produz 18,0 terawatts (TWh) por hora de energia hidrelétrica e responde por 26% de toda a capacidade de produção da empresa.
Nuclear: A Fortum produz 23,7 terawatts (TWh) por hora de energia nuclear e siguinifca 35% da produção total da empresa, a fortum detêm uma usina nuclear, a Loviisa.
Calor:A empresa também atua na produção e venda de calor em 8 países e tem mais de 40 mil clientes, atualmente ela detêm 26 usinas de produção de calor e aquecimento de energia elétrica, a Fortum é o quinto maior produtor de calor em todo o mundo, em 2013 abriu mais duas usinas de calor uma na Lituânia e outra na Suécia.
Energia Solar: Em junho de 2013 a companhia adquiriu uma usina de energia solar na Índia, com essa aquisição a Fortum quer aumentar suas operações em território Indiano.